# Neal Adams
Neal Adams (Governors Island, Nueva York, 15 de junio de 1941-Nueva York, Nueva York, 28 de abril de 2022) fue un historietista estadounidense, reconocido principalmente por su trayectoria en DC Comics y en Marvel Comics y por ser uno de los artistas más representativos e innovadores de la década de 1970. Su trabajo en colecciones como Deadman, Batman, Green Lantern y Green Arrow, Avengers o Uncanny X-Men aún son recordados como el cénit gráfico en la trayectoria de dichos personajes, sin olvidar su, probablemente, obra maestra: Superman contra Muhammad Ali. Murió el 28 de abril de 2022 a los 80 años tras complicaciones de una sepsis.

## Biografía

### Primeros años
Neal Adams nació el 15 de junio de 1941 en Governors Island, Nueva York, hijo de Frank Adams, un escritor que trabajaba para el ejército de Estados Unidos, y Lilian, que administraba una pensión. Criado en una familia militar, creció en una serie de bases del ejército, en lugares como Brooklyn, Estados Unidos o Alemania, mientras su padre estuvo ausente la mayor parte de su vida. Adams asistió al bachillerato de la School of Industrial Art en Manhattan, graduándose en 1959.

### Primeras obras
Después de su graduación en 1959, Adams intentó, sin éxito, realizar trabajo como contratista para DC Comics, y entonces intentó con Archie Comics, donde deseaba trabajar como parte de su incipiente línea de superhéroes, editada por Joe Simon. Por recomendación del personal de esta editorial, Adams dibujó «tres o cuatro páginas de [el superhéroe] The Fly», pero no obtuvo una respuesta favorable de Simon. Algunos miembros del personal que congeniaban con Adams, le pidieron dibujar muestras para las historietas humorísticas de Archie. Mientras hacía esto, Adams dijo en una entrevista del 2000 que, sin darse cuenta, había entrado al mundo de las historietas:
Empecé a hacer muestras para Archie y dejé mies muestras de The Fly allí. Un par de semanas después, cuando regresé a mostrar mis muestras de Archie, me di cuenta que las páginas seguían allí, pero el panel del fondo de una página había sido recortado. Pregunté «¿qué pasó?» y me contestaron, «uno de los artistas hizo esta transición en la que Tommy Troy se convierte en The Fly y no es muy buena. Tu hiciste esta pieza que es realmente buena y vamos a usarla, si estás de acuerdo con ello.» Dije «eso es estupendo. Es fantástico.»
Ese panel apareció en el título Adventures of the Fly #4 (enero de 1960). Posteriormente, Adams comenzó a escribir, trazar, entintar y rotular páginas con chistes de relleno de media página y página completa para la historieta Archie's Joke Book Magazine. En una entrevista de 1976, recordó recibir un pago de «aproximadamente 16 dólares por media página y 32 dólares por una página completa. Puede parecer que esa no es una gran cantidad de dinero, pero en ese entonces significaba mucho para mi y para mi madre [...] pues no estábamos en una situación opulenta. Era maná del cielo, por así decirlo». Una recomendación lo llevó a conocer al artista Howard Nostrand, que estaba iniciando la tira de prensa Bat Masterson; trabajó como asistente de Nostrand por tres meses, principalmente dibujando fondos por una paga de 9 dólares a la semana y «una gran experiencia», de acuerdo con Adams.
Después de «no haber dejado Archie Comics en las mejores circunstancias», Adams trabajó haciendo arte comercial para la industria publicitaria. Después de un inicio inestable trabajo como contratista, comenzó a adquirir trabajo regular en la agencia Johnstone and Cushing, que se especializaba en publicidad con estilo de historieta. Con la ayuda del artista Elmer Wexler, que hizo una crítica de las muestras del joven Adams, llevó su portafolio a la agencia, donde en un principio «no creí que yo había hecho esas muestras en particular porque se parecían tanto al trabajo de Elmer Wexler. Pero me dieron una oportunidad y [...] permanecí allí por casi un año».

### Ben Casey
Adams inicia formalmente su carrera como historietista en 1962 en la Newspaper Enterprise Association Syndicate. A partir de una recomendación, el escritor Jerry Caplin, también conocido como Jerry Capp y hermano de Al Capp, creador de Li'l Abner, invitó a Adams a dibujar muestras para Ben Casey, una propuesta de historieta basada en la entonces popular serie de televisión de drama médico del mismo nombre. Adams consiguió el trabajo como resultado de la calidad de las muestras enviadas y por su trabajo previo en Chip Martin, College Reporter, una serie de tiras de prensa publicitarias creadas para AT&T publicadas en la revista Boys' Life, y otra serie de tiras de prensa publicitarias similares hechas para Goodyear. La primera tira firmada por Adams apareció el 26 de noviembre de 1962; el 20 de septiembre de 1964 se agregó una tira dominical a color. Adams continuó haciendo trabajo para Johnston & Cushing durante los tres años y medio que se publicó Ben Casey.
El historiador de la historieta, Maurice Horn, dijo que esta tira «no se cohibía para tratar problemas controversiales, como la adicción a la heroína, embarazos ilegítimos e intentos de suicidio. Estos eran tratados usualmente al estilo de una telenovela [...] pero también estaba presente un toque de dureza en el proceso, bien ilustrado por por Adams con un estilo vigoroso y directo que rezumaba realismo y tensión, y concordaba con el tono general de la tira».
Además de Capp, Jerry Brondfield también escribió la tira, con algunas participaciones ocasionales de Adams como escritor.

La serie de televisión de la cadena americana ABC duró cinco temporadas, concluyó el 21 de marzo de 1966 y la última tira apareció el domingo 31 de julio de ese mismo año, A pesar de finalizó la serie, Adams dijo que la conclusión de la tira, para la que dio cifras de circulación inconsistentes, de 365 265 y 165 periódicos, ocurrió «por ninguna otra causa que por una situación aciaga»:
Concluimos la tira por mutuo acuerdo. No estaba feliz con trabajar en la tira ni estaba feliz con ceder un tercio del dinero a [la cada productora de la serie de televisión] Bing Crosby Productions. La tira por la debería estar recibiendo doce mil [dólares] a la semana me estaba redituando de trescientos a trescientos cincuenta a la semana. Por si fuera poco, no podía expresarme artísticamente cuando quería. Pero nos separamos en buenos términos. Incluso se me ofreció un trato en el cual se me pagaría cierta suma mensual si aceptaba no hacer ninguna tira para nadie más, para de este modo quedar a la espera de cualquier cosa que ellos tuvieran para mí.
La meta de Adams en ese entonces era convertirse en un ilustrador comercial. Mientras dibujaba Ben Casey, continuó realizando storyboards así como otros trabajo para agencias de publicidad y dijo en 1976 que después de dejar la tira había circulado un portafolio entre agencias y revistas para caballeros, «pero mi material era un poco demasiado realista y no exactamente apropiado para la mayoría. Deje mi portafolio en una agencia de publicidad que me prometió que lo conservarían. Mientras tanto necesitaba hacerme de dinero [...] y pensé, "¿por qué no hago algunas historietas?"» En una entrevista del 2000s, recordó estos eventos de una manera ligeramente distinta, «llevé [mi portafolio] a varias personas de publicidad. Lo dejé por una noche en un lugar y cuando regresé por él la mañana siguiente ya no estaba allí. Así se fueron al drenaje seis meses de trabajo [...]»
Trabajó como artista fantasma por unas pocas semanas en 1966 en la tira de prensa Peter Scratch (1965-1967), un serial policiaco hard boiled creado por el escritor Elliot Caplin, hermano de Al Capp y Jerry Capp, y por el artista Lou Fine. Los historiadores de las historietas también acreditan a Adams como artista fantasma durante dos semanas de tiras diarias para The Heart of Juliet Jones, una tira de Stan Drake, pero no tienen certeza de las fechas; algunas fuentes indican 1966, otras 1968, y Adams mismo da como fecha 1963. Además, en 1965, Adams dibujó 18 tiras diarias (tres semanas de historia) para una propuesta de serial dramático, Tangent, acerca de Barnaby Peake un ingeniero de construcción, su hermano en edad universitaria Jeff, y su hermano adolescente Chad, pero no fue publicada. Adams posteriormente dijo que Elliot Caplin le ofreció trabajo dibujando una tira de prensa basada en The Green Berets, basada en la obra del autor Robin Moore, pero Adams que rechazaba la guerra de Vietnam, el escenario de la tira, recomendó al artista Joe Kubert, que ya tenía larga experiencia en historietas bélicas para la editorial DC Comics, quien terminó dibujando esa tira.

### La edad de plata de las historietas
Adams enfocó su atención a las historietas y trabajó en las revistas de historietas de terror en blanco y negro de la editorial Warren Publishing, supervisado por el editor Archie Goodwin. Adams tuvo su primer trabajo en esta editorial como dibujante y entintador de una historia antológica de ocho páginas escrita por Goodwin, llamada Curse of the Vampire, en la revista in Creepy #14 (abril de 1967). Él y Goodwin muy pronto colaboraron en dos historias más, en las revistas Eerie #9 (mayo de 1967) y Creepy #15 (junio de 1967), al mismo tiempo que Adams tuvo un nuevo acercamiento con DC Comics.
Joe Kubert, que había sido el autor más consistente de historietas bélicas para DC Comics, en ese entonces se encontraba enfocado en la tira de prensa The Green Berets y Adams, a pesar de oponerse a la participación de Estados Unidos en la guerra de Vietnam, vislumbró una oportunidad:
Realmente no me gustaban la mayoría de las historietas [de DC] pero me gustaban las historietas bélicas, [...] así que pensé «Sabes, ahora que Joe [Kubert] no está trabajando allí, [DC] tiene a Russ Heath y está acomodando a otras personas en los lugares donde Joe solía estar. Tal vez podría moverme a una cosa como las que hacía Joe Kubert, hacer algunas historietas bélicas y entregarlas [rápidamente]». [...] Así que fui a ver a [el editor de historietas bélicas de DC Comics ] Bob Kanigher, le mostré mi trabajo y me dio la impresión de echaban de menos a Joe, un tipo que podía y hacer ese tipo de obras rudas, de acción. Así que me dieron algo de trabajo.
Adams debutó en DC Comics como dibujante y entintador de una historia de ocho páginas y media llamada It's My Turn to Die, escrita por Howard Liss, en la serie antológica Our Army at War #182 (julio de 1967). Adams hizo múltiples historias de terror y bélicas para Warren y DC Comics, respectivamente. Después de ser rechazado por Julius Schwartz, el editor de Batman para DC Comics, Adams se acercó al también editor de DC Comics Murray Boltinoff, con la esperanza de dibujar el título The Brave and the Bold que estaba a su cargo, en el que Batman aparecía haciendo equipo con otros personajes de la editorial. En lugar de asignarlo a este título, Boltinoff colocó a Adams en The Adventures of Jerry Lewis #101 (julio-agosto de 1967) dibujando la historia Jerry the Asto-Nut, escrita por Arnold Drake. Esta fue la primera de varias historias y portadas que Adams dibujó para esa serie y para el título The Adventures of Bob Hope, ambas historietas licenciadas que tenían como protagonistas a versiones ficticias de comediantes de televisión, cine y centros nocturnos.
Durante este periodo, cercano al final del periodo conocido por historiadores como la edad de plata de las historietas, a Adams se le asignaron sus primeras portadas de títulos de superhéroes; ilustró portadas para el título principal de Superman, Action Comics #356 (noviembre de 1967), y para Superman's Girl Friend, Lois Lane #79 (noviembre de 1967), que presentaba a Superman y a un personaje nuevo llamado Titanman. En noviembre de 1967, Adams dibujó su primera historia de superhéroes para el personaje secundario Elongated Man en Detective Comics #369 (noviembre de 1967), el título principal de Batman, colaborando con el escritor Gardner Fox. Poco tiempo después, dibujo a Batman junto al superhéroe sobrenatural El espectro, en la portada de The Brave and the Bold #75 (enero de 1968), que fue la primera vez que dibujaría a estos dos personajes que se volverían representativos de la obra de Adams. La primera ocasión que Adams dibujó a Batman para el interior de una historieta fue en la historia The Superman-Batman Revenge Squads en el título World's Finest Comics #175 (mayo de 1968).
Otro personaje representativo de Adams, que se convertiría una serie exitosa, fue el superhéroe sobrenatural Deadman, que debutó en Strange Adventures #205 (noviembre de 1967) en DC Comics. Adams fue el sucesor del artista Carmine Infantino en Strange Adventures #206 y dibujó la historia de diecisiete páginas An Eye for an Eye, escrita por Arnold Drake con tintas de George Roussos. Adams continuó dibujando las portadas e historias de Strange Adventures para los números 207 a 216 (diciembre de 1967-febrero de 1969) y comenzó a escribir para este título en el número 212 (junio de 1968). Esta serie se convirtió en una favorita de los aficionados, ganó numerosos premios y fue incluida casi inmediatamente en el salón de la fama del Alley Award; Adams mismo recibió un premio "por la nueva perspectiva y vibrante dinámica que ha traído al medio del arte de historietas".
De manera paralela, Adams dibujo portadas e historias para The Spectre #2–5 (febrero-agosto de 1968), así como escribió los números 4 y 5 de este título. Adams se convirtió en el artista de portadas principal de DC Comics durante la década de 1970. Adams recordó que Infantino «fue designado como director de arte y decidió que yo sería sería su "chispa creativa". También pensé que sería buena idea y le prometí varias cosas que nunca fueron cumplidas. Pero pensé que de cualquier forma sería una aventura, así que me esmeré en cosas como Deadman, The Spectre y cualquier otra que se atravesara en mi camino. Estaba haciendo una gran cantidad de portadas».
Adams fue convocado para reescribir y redibujar una historia del título Teen Titans que había sido escrita por los entonces recién llegados Len Wein y Marv Wolfman. La historia, titulada, Titans Fit the Battle of Jericho!, habría introducido al primer superhéroe afroamericano de DC Comics, pero fue rechazado por Carmine Infantino. La historia corregida apareció en Teen Titans #20 (marzo-abril de 1969).

El estilo de arte de Adams, pulido en la publicidad y en la corriente fotorrealista de tiras de prensa dramáticas, representó un cambio marcado con respecto a la mayoría de los artistas de historieta de la época. El escritor de historietas y columnista Steven Grant escribió al respecto en 2009:
Jim Steranko en Marvel y Neal Adams fueron los más prominentes artistas nuevos que, a finales de la década de 1960, llegaron a un medio que había sido relativamente hostil hacia los artistas nuevos [...] [con influencias del] modernismo, y referencias, en la misma proporción, tanto al arte publicitario, arte pop y las historietas. A pesar de tener estilos sumamente diferentes, ambos favorecían diseños basados en la profundidad de enfoque y la angularidad que ponían al lector en el centro de la acción mientras que al mismo tiempo lo desorientaban ligeramente para incrementar la tensión, y ponían énfasis particular en la iluminación y el lenguaje corporal como señales emocionales. No es que estas cosas fueran desconocidas en las historietas, pero los editores tradicionalmente les restaban énfasis. Además, ambos fueron enormemente influyentes en la manera en que una nueva generación de artistas pensaba que debían verse las historietas, aunque es discutible que Adams tuvo una mayor influencia; su enfoque era más visceral y, más importante aun, administraba un estudio en Manhattan [Continuity Associates] donde mucho artistas jóvenes comenzaron sus carreras profesionales.

### Primeras obras para Marvel Comics
En 1969, mientras realizaba trabajo independiente para DC Comics, Adams comenzó a trabajar de manera independiente para Marvel Comics, donde dibujó varios números del título de superhéroes X-Men y una historia para una antología de historietas de terror. La columna editorial Bullpen Bulletins de Fantastic Four #87 (junio de 1969) describió a Adams como con «un pie plantado en nuestra entrada a Marvel. Estamos vaticinando sus comentarios exultantes cuando vean la manera en que ha ilustrado nuestro más reciente y sensacional número de X-Men, se transformará en un demente de Marvel de pies a cabeza.» Trabajar de manera independiente para estas dos editoriales, las principales de la época en cuanto a historietas, era algo raro; la mayoría de los creadores de DC que también trabajaban para Marvel lo hacían usando un pseudónimo. Adams recordó en 1976:
La primera vez que me alejé de DC fue cuando fui a Marvel para hacer X-Men. No impidió que trabajara para DC; estuvieron un poco molestos conmigo, pero fue un plan calculado. [...] Si las personas vieran que hacía algo así, entonces otros también lo harían. Más allá de eso, parecía que trabajar con Marvel podría ser algo interesante por hacer. Y de hecho lo fue, Disfruté trabajar en los X-Men. [La editorial fue] más amistosa, mucho más auténtica y me encontré encantado de trabajar en la misma editorial de Herb Trimpe, John Romita y Marie Severin. Descubrí que eran personas que no estaban tan oprimidas como las gente en National [DC Comics].
Adams colaboró con Roy Thomas en el título X-Men, que se encontraba a punto de ser cancelado, empezando en el número 56 (mayo de 1969). Adams dibujó, coloreó y, se acuerdo con Thomas, elaboró la mayor parte del argumento, incluyendo el guion completo para el número 65. En ese número, su último trabajo para ese título, Adams y el escritor Dennis O'Neil, en una de las primeras colaboraciones entre ambos, revivieron al personaje Profesor X. Mientras trabajaba en X-Men, Adams y el entintador Tom Palmer colaboraron por primera vez; juntos formaron un equipo que participaría en varios títulos aclamados para Marvel, que los llevaría a ganar en 1969 los premios Alley por mejor dibujante y mejor entintador, respectivamente. Ese mismo año Thomas ganó el premio Alley por mejor escritor.
Aunque este equipo creativo no logró salvar a X-Men de la cancelación, que ocurrió en el número 66 (marzo de 1970), su colaboración en este título y en el arco argumental La Guerra Kree-Skrull en The Avengers #93–97 (noviembre de 1971-mayo de 1972) es considerado por historiadores de las historietas como uno de los momentos creativos más destacados de Marvel de esa época. Adams también escribió y dibujó la historia de terror One Hungers en el títlo Tower of Shadows #2 (diciembre de 1969) y coescribió junto con Thomas, pero no dibujó, otra historia de este género para el título Chamber of Darkness #2 (diciembre de 1969). Thomas y Adams colaboraron una vez más junto con el guionista Gerry Conway y el dibujante Howard Chaykin para presentar la serie The War of the Worlds y su protagonista, Killraven, en Amazing Adventures vol. 2 #18 (mayo de 1973).

### Batman
Mientras que Adams trabajaba para DC Comics y contribuía ocasionalmente con historias para las revistas de historietas de terror a blanco y negro de Warren Publishing, entre ellas una guionizada por Don Glut llamada Goddess from the Sea, que apareció en Vampirella #1 (septiembre de 1969), Adams tuvo su primera colaboración con Dennis O'Neil, escritor de Batman. El dúo, bajo la dirección del editor Julius Schwartz, revitalizaron a este personaje con un conjunto de historias notables, que reestablecieron la naturaleza oscura y melancólica, a la vez que más humana, aventurera y detectivesca de Batman, distanciándolo del estilo camp de la serie de televisión de que se transmitió de 1966 a 1968 por la cadena estadunidense ABC. Sus primeras dos historias juntos fueron The Secret of the Waiting Graves en Detective Comics #395 (enero de 1970) y Paint a Picture of Peril en Detective Comics #397 (marzo 1970), con una historia corta de respaldo protagonizada por Batman y escrita por Mike Friedrich publicada en Batman #219 (febrero de 1970).
Adams creó a nuevos personajes relacionados con Batman, el primero de ellos Man-Bat, cocreado junto al escritor Frank Robbins y que debutó en Detective Comics #400 (junio de 1970). O'Neil y Adams crearon a Ra's al Ghul, cuyo debut ocurrió la historia Daughter of the Demon en Batman #232 (junio de 1971) y que se convertiría en unos de los adversarios más frecuentes de Batman. Este mismo equipo creativo revivió a Dos Caras en Batman #234 (agosto de 1971) y renovaron a Joker en The Joker's Five-Way Revenge! en Batman #251 (septiembre de 1973), una historia que marcó un hito, devolviendo a este personaje a sus raíces como un homicida maniático que asesina personas de manera caprichosa y se deleita del desastre que ocasiona.

### Green Lantern/Green Arrowe «historietas relevantes»
El cambio de imagen de Batman fue contemporáneo a la célebre y, para la época, controversial renovación de los ya arraigados personajes de DC Linterna Verde y Flecha Verde.
Después de cambiar el nombre al volumen 2 de Green Lantern a Green Lantern/Green Arrow en su número 76 (abril de 1970), O'Neil y Adams hicieron que Linterna Verde y Flecha Verde se volvieran un equipo y tuvieron un largo arco argumental en el que estos personajes realizaban un viaje imbuido de comentarios sociales a través de Estados Unidos. Pocos meses después, Adams actualizó el diseño de Flecha Verde, dotándolo de un nuevo traje y su ahora característica barba perilla, en The Brave and the Bold #85 (agosto-septiembre de 1969). Un ejemplo de lo que entonces fue llamado «historietas relevantes» («relevant comics», en inglés) fue el periodo en Green Lantern/Green Arrow que inició con la historia de 23 páginas No Evil Shall Escape My Sight y continuó hasta la historia ... And through Him Save a World, en el número 89, el último de este título (mayo de 1972). Fue durante este periodo que una de las historias mejores conocidas de O'Neil y Adams se publicó en Green Lantern/Green Arrow #85–86, en la que se reveló que Speedy, el aprendiz de Flecha Verde, era adicto a la heroína.
 

El historiador Ron Goulart escribió al respecto:
Estos números enojados tratan sobre racismo, sobrepoblación, contaminación y la adicción a las drogas. El problema del abuso de las drogas fue dramatizado de una manera inusual y sin precedentes, mostrando a Speedy, el hasta entonces compañero modélico de Flecha Verde, transformado en un adicto a la heroína. Todo esto le ganó a DC la simpatía de los devotos lectores universitarios de la época e hicieron merecedores de premios tanto al artista como al escritor [Adams y O'Neil, respectivamente]. Las ventas, sin embargo, no fueron influidas por los elogios, y para 1973 la cruzada había concluido. Recuerdo haber consultado a [el editor] Julius Schwartz acerca de este periodo y preguntarle cómo le estaba yendo a la relevancia. "La relevancia está muerta", me informó, no muy alegremente.
Después de que Green Lantern/Green Arrow fuera cancelado, las aventuras de ambos superhéroes continuaron en las páginas de The Flash #217-219 y #226 (1972-1974).

### Otras obras para DC
Después de Green Lantern/Green Arrow, el trabajo de Adams para DC, además del relacionado con Batman, fue esporádico, limitado a dibujar una historia de respaldo sobre Clark Kent en Superman #254 (1972) y compartir crédito como dibujante con Jim Aparo ilustrando a los Jóvenes Titanes en The Brave and the Bold #102 (1972). Adams también dibujo unas pocas historias para Weird Western Tales y House of Mystery así como portadas para Action Comics y Justice League of America. Adams trabajó en el primer crossover de personajes de DC y Marvel, Superman vs. the Amazing Spider-Man, en el que redibujó ilustraciones de Superman.
La última historia completa que Adams dibujó para DC antes de inaugurar Continuity Associates, su propia compañía, fue la historieta en formato extendido Superman vs. Muhammad Ali (1978), la cual ha sido nombrada por el propio Adams como una de sus favoritas. Después de esto, las contribuciones de Adams para DC y Marvel fueron principalmente portadas nuevas para reediciones de algunas de sus obras, como Green Lantern/Green Arrow, The Avengers: The Kree-Skrull War, X-Men: Visionaries, Deadman Collection y The Saga of Ra's al Ghul, que fueron publicadas como miniseries o trade paperback. En 1988 diseñó un traje nuevo para el personaje Dick Grayson, de DC con su identidad de Robin. A DC le encantó este rediseño y lo usaron años después para Tim Drake, el entonces nuevo Robin, además de incluir un póster miniatura del diseño en el primer número de la serie limitada Robin, que introdujo a esta versión del personaje.

### SigloXXI

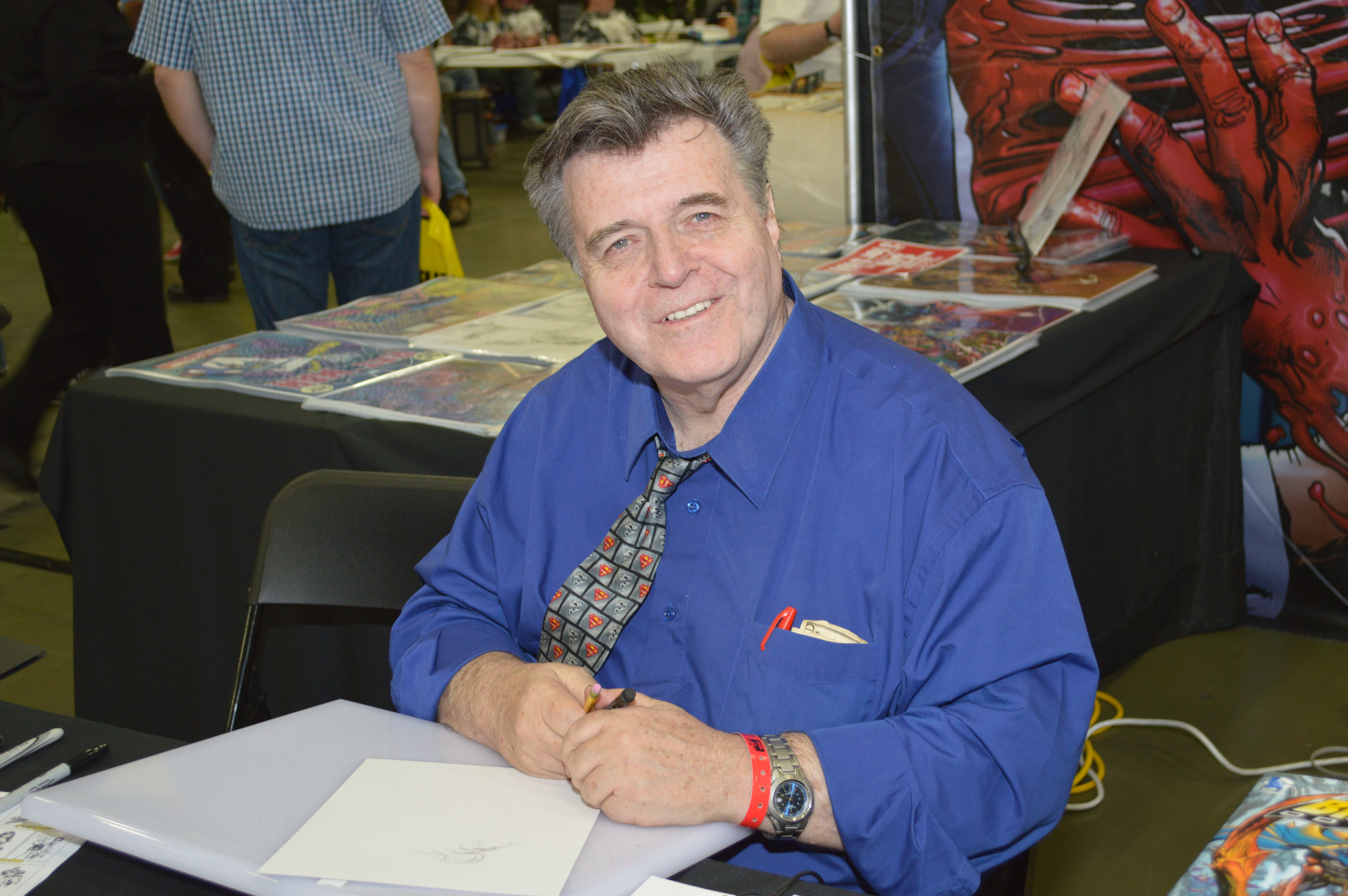
Neal Adams en la Wizard World Comic Con en 2014.

En 2005 Adams regresó a Marvel, después de su última contribución para esa editorial en 1981, en la que dibujó una historia para la revista Bizarre Adventures. Dibujó ocho páginas para Giant-Size X-Men #3 y el año siguiente aportó arte, junto con otros artistas, para Young Avengers Special #1.
En 2010 Adams volvió a DC Comics como escritor y artista de la miniserie Batman: Odyssey. Aunque esta miniserie originalmente se concibió como una historia de doce números, se publicó por seis números y después se relanzó como un volumen 2 en octubre de 2011. En total, se publicaron siete números del segundo volumen hasta que la miniserie concluyó en junio de 2012.
Adams dibujó The New Avengers vol. 2, #16.1 (noviembre de 2011) para Marvel. En mayo de 2012, Marvel anunció que Adams trabajaría de nuevo en los títulos de los X-Men comenzando con The First X-Men, una miniserie de cinco números, cuyo dibujo y argumento serían desarrollados por él, mientras que Christos Gage se encargaría del guion. Adams produjo historias cortas para Batman Black and White vol. 2 #1 (noviembre de 2013) y Detective Comics vol. 2 #27 (marzo de 2014).
En febrero de 2016, Adams creó versiones nuevas de sus portadas más notables para DC de las décadas de 1960 y 1970s, reemplazando a los personajes que originalmente aparecían en ellas con sus diseños de The New 52, el reinicio de la continuidad de historietas de esta editorial de 2011. Más tarde ese mismo año, Adams escribió y dibujó la miniserie de seis números Superman: Coming of the Supermen. En 2017, Adams escribió y dibujó una serie limitada de Deadman. Dibujó cinco páginas para la historia The Game, escrita por Paul Levitz, que apareció en la colección de pasta dura Action Comics: 80 Years of Superman.
En agosto de 2020, Adams y el escritor Mark Waid crearon Fantastic Four: Antithesis, una miniserie de cuatro número que tenía como protagonistas a los Cuatro Fantásticos en una batalla contra una nueva amenaza cósmica, este fue el último trabajo de ilustración de interiores para una historieta que realizó. El último trabajo de Adams como escritor y artista fue Batman vs Ra's al Ghul, una miniserie que se publicó originalmente en noviembre de 2019, antes de que sus dos números finales fueran retrasados para su publicación hasta marzo de 202, debido a la pandemia de COVID-19.

## Cine, televisión y teatro
Los dibujos a lápiz de Adams y sus historias en Batman, cuando estaba cerca de terminar su periodo en este título, fueron entintadas con frecuencia por Dick Giordano, con quien Adams formó Continuity Associates, una compañía que se dedicaba principalmente a proporcionar storyboards para películas. A principios de la década de 1970s, Adams fue el director de arte, diseñador de vestuario e ilustrador de pósteres y programas para Warp!, una obra de teatro del director Stuart Gordon y el dramaturgo Lenny Kleinfeld, bajo el pseudónimo Bury St. Edmund.
In la década de 1980, Neal Adams dirigió y protagonizó Nannaz, que posteriormente se estrenó por la productoria de cine independiente Troma, con el nombre Death to the Pee Wee Squad. Esta película tuvo como co-protagónicos a los hijos de Adams, Jason y Zeea, así como a sus colegas en el mundo de la historietas Denys Cowan, Ralph Reese, Larry Hama y Gray Morrow.
A finales del 2013, Adams apareció en el documental para la cadena de televisión pública norteamericana PBS llamado Superheroes: A Never-Ending Battle.

## Relación con los derechos de los creadores
Durante la década de 1970, Adams fue políticamente activo en la industria de la historieta e intentó formar sindicatos para la comunidad creativa. Sus esfuerzos, junto con los precedentes sentados por las políticas favorables para los creadores de la línea editorial Atlas/Seaboard Comics y otros factores, ayudaron al iniciar la práctica estandarizada actualmente de devolver los originales de historieta a los artistas, quienes entonces podían obtener un ingreso adicional de la venta de arte a coleccionistas. El primer caso exitoso de esta práctica ocurrió en 1987, cuando Adams logró que Marvel Comics le devolviera sus originales a él, así como a Jack Kirby y otros artistas.
Adams fue notable por ayudar de manera activa los esfuerzos de presión política que resultaron en que los creadores de Superman, Jerry Siegel y Joe Shuster, finalmente recibieran crédito y remuneración económica por su creación por parte de DC Comics, después de décadas de omisión.

El entintador Bob McLeod recordó en la década del 2000 el lugar único que ocupaba Adams en la industria durante la década de 1970:
Pat [Broderick] ne dijo que de verdad debería a Neal Adams, a quien él había conocido en DC. [...] En ese entonces, Neal tenía una posición de respeto en la industria que nadie más en las historietas ha alcanzado. Fue uno de los más respetados artistas en el negocio. [,,,] Neal miró una de mis muestras y me pregunto qué tipo de trabajo estaba buscando. Dije, «Cualquier cosa que pague». (En ese momento, sólo me quedaban mi último 10 dólares. [...]) Tomó el teléfono y llamó al gerente de producción en Marvel y dijo, «tengo a un tipo aquí que tiene algo de potencial como, bueno, algo de potencial como un artista, pero pienso que tiene mucho potencial como rotulador». Fui contratado inmediatamente en Marvel en el departamento de producción por la recomendación de Neal, ni siquiera quisieron ver mi portafolio. Si era lo suficientemente bueno para Neal, era suficientemente bueno para ellos.
En 1978, Adams ayudó a formar el Comics Creators Guild (en español: gremio de creadores de historietas), al que se unieron más de tres docenas de escritores y artistas de historieta.
Durante la década de 1980 fundó la editorial Continuity Comics, una extensión de Continuity Associates. Los personajes publicados para Continuity Comics incluyen a Megalith, Bucky O'Hare, Skeleton Warriors, CyberRad y Ms. Mystic. Adams y el también artista Michael Netzer iniciaron una disputa legal por los derechos de propiedad intelectual de Ms. Mystic, un personaje en el que trabajaron junto en 1977, que culminó en una demanda contra Adams en el estado de Nueva York en 1993. El caso fue desestimado en 1997 por prescripción.

## Trabajo relacionado con el Holocausto
Adams colaboró con Rafael Medoff, director del instituto David S. Wyman para estudios del Holocausto, para que el museo estatal Auschwitz-Birkenau, operado por el gobierno de Polonia, devolviera el arte original de la artista checa Dina Babbitt. Babbitt trabajó como ilustradora para el médico y oficial nazi Josef Mengele a cambio de que ella y su madre no fueran ejecutadas en las cámaras de gas del campo de concentración y exterminio de Auschwitz. Adams ilustró un documental gráfico de seis páginas sobre Babbitt, escrito por Medoff, entintado por Joe Kubert y con introducción de Stan Lee.
En 2019, Adams y Medoff colaboraron con Disney Educational Productions para producir They Spoke Out: American Voices Against the Holocaust, una serie en línea de historieta educativas en movimiento que contaba historias de estadounidenses que protestaron contra los nazis o ayudaron a rescatar a personas judías durante el Holocausto. Cada episodio usaba una combinación de archivo filmográfico y animatics. El primer episodio fue proyectado en abril de 2010 en un festival patrocinado por el Museum of Comic and Cartoon Art.

## Estilo
Dibujante de corte claramente realista y reconocidamente influenciado por el creador de Juliet Jones, Stan Drake, y por Gil Kane, Adams revolucionó la escena del comic-book gracias a su rompedora narrativa y su sobrenatural capacidad de visualización, que le permitía dibujar escorzos magistrales.

## Defensa de la hipótesis de expansión terrestre
Adams creía que la tierra se encontraba en expansión a través del proceso de creación de pares. Tenía en alta estima la obra del geólogo Warren Carey pero consideraba que «expansión terrestre» era un nombre inadecuado. Adams defendió esta teoría en un documental que escribió y produjo y del cual se pueden ver fragmentos en su canal de YouTube.
Apareció en varias ocasiones en el programa de radio Coast to Coast AM para discutir sus creencias. En 2006 fue entrevistado sobre el tema por Steven Novella en una emisión del podcast The Skeptics' Guide to the Universe y el debate continuó en el blog de Novella. En 2009, The Japan Times publicó un artículo sobre Adams y la hipótesis de la expansión terrestre, criticado por Novella, quien afirmaba era difusión de pseudociencia como si fueran noticias.
Adams uso ls hipótesis de expansión terrestre como inspiración para la miniserie Batman: Odyssey que escribió y dibujó de 2010 a 2011 para DC Comics; en ella la Tierra se ha expandido formando un hueco en su centro habitado por dinosaurios y neandertales.

## Vida personal y muerte
Adams se casó dos veces. Su primer matrimonio fue con la colorista Cory Peifer, con quien tuvo dos hijas, Zeea y Kristine; Zeea trabaja como colorista.
Con su segunda esposa, Mailyn, tuvo tres hijos, Jason, Joel y Josh. Jason trabaja como escultor de juguetes y fantasía, mientras que Joel y Josh son artistas de historieta y realizan diseños para programas de televisión.
Adams murió en la ciudad de Nueva York el 28 de abril de 2002 a los 80 años de edad. Su esposa informó a The Hollywood Reporter que la causa de muerte fue una complicación de sepsis.

## Premios y reconocimientos
- 1967 Premio Alley a mejor portada por Deadman.[108]
- 1968 Premio Alley a mejor historia de extensión completa por The Brave and the Bold #79, con Bob Haney.[109]
- 1969 Premio Alley a mejor artista a lápiz.[110]
- 1969 Premio Alley especial «por la nueva perspectiva y dinámica vibrante que ha traído al campo del arte de historieta».[110]
- 1970 Premio Shazam a mejor historia individual por «No Evil Shall Escape My Sight» con Dennis O'Neil.[111]
- 1971 Premios Shazam a mejor artista a lápiz (división dramática); y a mejor historia individual por «Snowbirds Don't Fly» (Green Lantern Vol. 2 #85) con Dennis O'Neil.[112]
- 1971 Premios Goethe a mejor artista profesional favorito; y a historia favorita de historieta por «No Evil Shall Escape My Sight» (Geen Lantern/Green Arrow #76) con Dennis O'Neil.[113]
- 1976 Premio Inkpot.
- 1977 Premio Eagle a artista favorito de historieta.[114]
- 1978 Premio Eagle a artista favorito de historieta.[115]
- 1985 Reconocido por DC Comics en la publicación Fifty Who Made DC Great para conmemorar el 50 aniversario de la editorial.[116]
- 1998 Fue incluido en el salón de la fama de los premios Eisner.[117]
- 1999 Fue incluido en el salón de la fama Jack Kirby de los premios Harvey por logros de una vida.[118]
- 2019 Fue incluido en el salón de la fama Joe Sinnott de los premios Inkwell por logros de una vida.[119]